# Capoeta
Genre
Le genre Capoeta regroupe plusieurs espèces de poissons de la famille des cyprinidés du Proche Orient. Leur aire de répartition va de la Turquie et la Palestine jusqu'à la Transcaucasie, l’Irak, le Turkménistan, l’Arménie (notamment dans le lac Sevan) et même le nord de l’Afghanistan,. Cette espèce est très voisine du barbeau Luciobarbus et se divise elle-même en trois groupes ou clades morphologiquement, biogéographiquement et génétiquement distincts : le clade mésopotamien, le clade anatolo-iranien et le clade aralo-caspien,,. Depuis 2022, le clade mésopotamien a été rebaptisé Paracapoeta.

## Liste des espèces
Actuellement 32 espèces sont reconnus dans ce genre :
- Capoeta aculeata (Valenciennes, 1844)
- Capoeta alborzensis Jouladeh-Roudbar, Eagderi, Ghanavi & Doadrio, 2016 [5]
- Capoeta anamisensis Zareian, Esmaeili & Freyhof, 2016 [6]
- Capoeta angorae (Hankó (hu), 1925)
- Capoeta antalyensis (Battalgil, 1944)
- Capoeta baliki Turan, Kottelat, Ekmekçi & İmamoğlu, 2006
- Capoeta banarescui Turan, Kottelat, Ekmekçi & İmamoğlu, 2006
- Capoeta barroisi Lortet, 1894
- Capoeta bergamae M. S. Karaman (sr), 1969
- Capoeta buhsei Kessler, 1877
- Capoeta caelestis Schöter, Özuluğ & Freyhof, 2009
- Capoeta capoetoides Pellegrin, 1938
- Capoeta capoeta (Güldenstädt, 1773)
- Capoeta coadi Alwan, Zareian & Esmaeili, 2016 [7]
- Capoeta damascina (Valenciennes, 1842)
- Capoeta ekmekciae Turan, Kottelat, Kırankaya & Engin, 2006
- Capoeta erhani Turan, Kottelat & Ekmekçi, 2008
- Capoeta fusca A. M. Nikolskii, 1897
- Capoeta gracilis (Keyserling, 1861)
- Capoeta heratensis (Keyserling, 1861)
- Capoeta kosswigi M. S. Karaman (sr), 1969
- Capoeta mandica Bianco & Bănărescu, 1982
- Capoeta mauricii Küçük, Turan, Şahin & Gülle, 2009
- Capoeta pestai (Pietschmann, 1933)
- Capoeta razii Jouladeh-Roudbar, Eagderi, Ghanavi & Doadrio, 2017 [8]
- Capoeta saadii (Heckel, 1847)
- Capoeta sevangi De Filippi, 1865
- Capoeta sieboldii (Steindachner, 1864)
- Capoeta tinca (Heckel, 1843)
- Capoeta trutta (Heckel, 1843)
- Capoeta turani Özuluğ & Freyhof, 2008
- Capoeta umbla (Heckel, 1843) [9]

L'espèce Capoeta schuberti n'est pas reconnue officiellement. Ce n'est pas un poisson connu dans la nature et il s'agit soit d'une hybridation ou d'une sélection à partir de Puntius semifasciolatus.